# Nottingham John Player
Il Nottingham John Player è stato un torneo di tennis facente parte del Grand Prix giocato dal 1968 al 1977 a Nottingham in Gran Bretagna su campi in erba.

## Albo d'oro

### Singolare maschile
| Anno | Vincitore                         | Finalista             | Punteggio        |
| ---- | --------------------------------- | --------------------- | ---------------- |
| 1973 | Erik Van Dillen                   | Frew Donald McMillan  | 3–6, 6–1, 6–1    |
| 1974 | Stan Smith                        | Aleksandre Met'reveli | 6–3, 1–6, 6–3    |
| 1975 | Tom Okker                         | Tony Roche            | 6–1, 3–6, 6–3    |
| 1976 | Jimmy Connors contro Ilie Năstase |                       | titolo condiviso |
| 1977 | Jaime Fillol contro Tim Gullikson |                       | titolo condiviso |

### Singolare femminile
| Anno | Vincitrice                        | Finalista     | Punteggio        |
| ---- | --------------------------------- | ------------- | ---------------- |
| 1972 | Billie Jean King Evonne Goolagong |               | Titolo condiviso |
| 1974 | Billie Jean King                  | Virginia Wade | 8–6, 6–4         |

### Doppio maschile
| Anno | Vincitori                        | Finalisti                           | Punteggio |
| ---- | -------------------------------- | ----------------------------------- | --------- |
| 1973 | Tom Gorman Erik Van Dillen       | Bob Carmichael Frew Donald McMillan | 9–7, 6–3  |
| 1974 | Charlie Pasarell Erik Van Dillen | Robert Lutz Stan Smith              | 9–7, 6–3  |
| 1975 | Charlie Pasarell Roscoe Tanner   | Tom Okker Marty Riessen             | 6–2, 6–3  |
| 1976 | Non disputato                    |                                     |           |
| 1977 | Non disputato                    |                                     |           |

### Doppio femminile
| Anno | Vincitrici                    | Finaliste               | Punteggio |
| ---- | ----------------------------- | ----------------------- | --------- |
| 1974 | Rosie Casals Billie Jean King | Chris Evert Betty Stöve | 6–2, 9–7  |